# Yadier Molina
Yadier Benjamín Molina Luciano  (Bayamón, 13 de julio de 1982), apodado Yadi, es un ex receptor puertorriqueño de las Grandes Ligas de Béisbol que jugó toda su carrera para los Cardenales de San Luis (o Saint Louis Cardinals), en San Luis, Misurí con los qué quedó campeón de la Serie Mundial dos veces. 
Desde su debut en las Grandes Ligas en 2004, Molina jugó toda su carrera con los Cardenales. Luego del año 2013, fue seleccionado cinco veces consecutivas al Juego de Estrellas, siete al Premio del Guante de Oro de los Rawlings y una al Bate de Plata. En sus primeros diez años de carrera, disputó con Los Cardenales ocho torneos de playoffs.

## Trayectoria

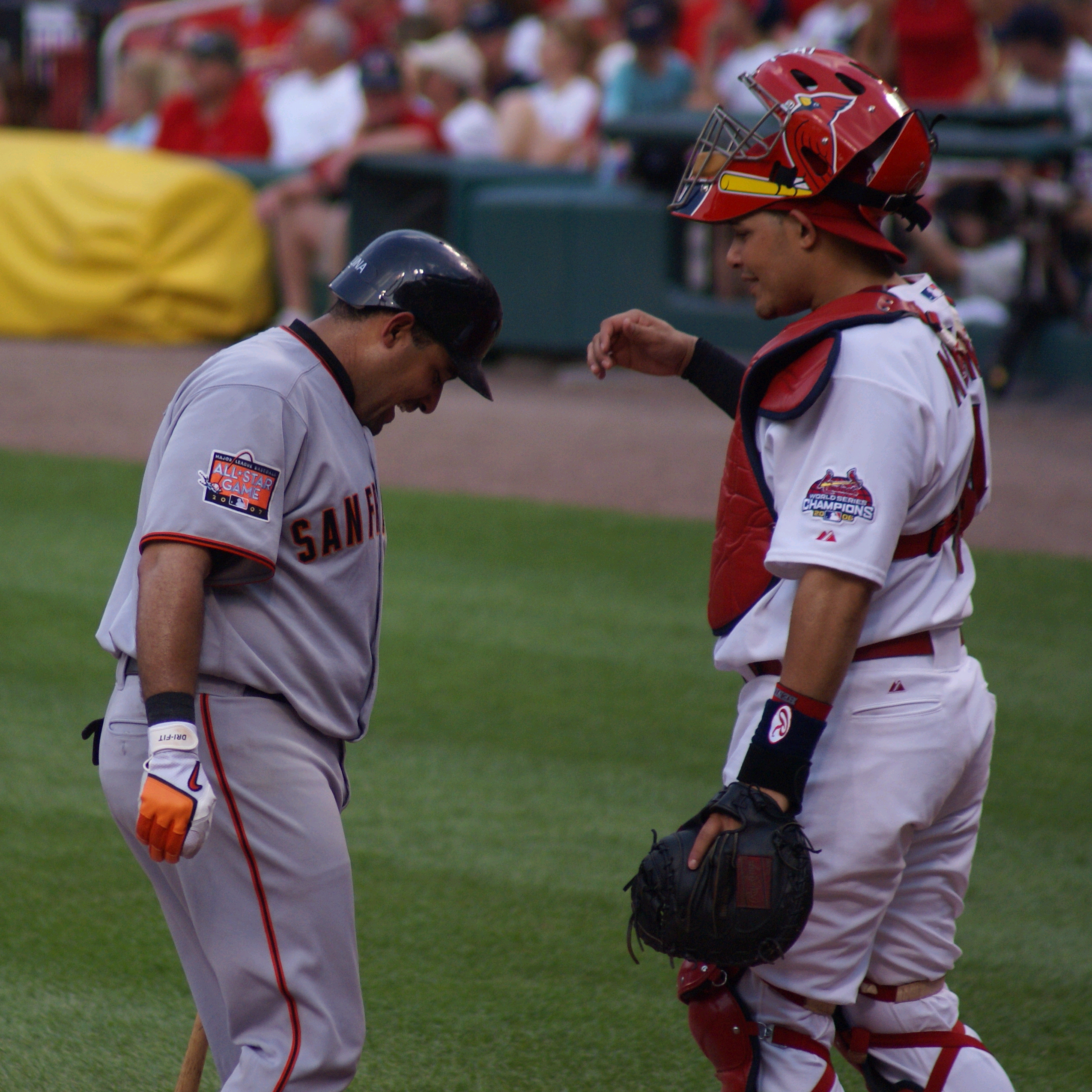
Yadier Molina (derecha), receptor de los Cardenales de San Luis, hablando con su hermano Bengie Molina mientras éste estaba al bate, durante un juego contra los Gigantes de San Francisco, el 7 de julio de 2007.

Nació en el seno de una familia beisbolista, se crio en el barrio Espinosa en Dorado. Su padre era un segunda base de la aficionados en Puerto Rico, y sus dos hermanos mayores , Bengie y José, fueron los principales receptores de la Liga de quienes aprendió el arte de la captura. Ojeadores observaron la manipulación de cabeceo y habilidades de Molina. Finalmente fue seleccionado por Los Cardenales en la cuarta ronda del Proyecto de las Grandes Ligas en 2000. 
Molina ascendió a través de cuatro niveles de las ligas menores en cuatro temporadas, bateando un total combinado de 278. Después de debutar con los Cardenales, Molina ganó rápidamente una reputación por poseer uno de los brazos más fuertes y precisos en el juego. A partir de 2013, se había echado 236 corredores (45%) de intentar un robo de base en su carrera y llevó cácheres MLB activos con 48 intercepciones. Molina también formuló planes de posicionamiento jardinero y estrategias completas de pitcheo a los bateadores contrarios, ganándose una reputación como un líder en el campo.
En 2021 jugó la Serie del Caribe con el equipo puertorriqueño de los Criollos de Caguas. Llegaron a la final pero perdieron contra las Águilas Cibaeñas de República Dominicana. Fue mánager de Navegantes del Magallanes de Venezuela en la temporada 2022-23 siendo su primera experiencia como mánager.

### St. Louis Cardinals

#### 2004-06
La primera oportunidad de Molina en las Grandes Ligas llegó cuando el receptor titular, Matheny, ingresó a la lista de lesionados (DL) con una costilla lesionada en la temporada ganadora del banderín de los Cardenales en 2004 . Molina hizo su debut en las Grandes Ligas el 3 de junio. Molina apareció en 51 juegos de temporada regular y bateó .267 con dos jonrones y 15 carreras impulsadas en 151 apariciones en el plato. 
En 2005, Molina luchó con las lesiones y vio una caída en el desempeño ofensivo en su temporada de novato. Molina regresó de una ausencia de 33 juegos el 19 de agosto inducida por una fractura capilar en su quinto metacarpiano izquierdo por ser golpeado por un lanzamiento el 7 de julio.
En 114 juegos, Molina registró un promedio de bateo de .252 con ocho jonrones y 49 carreras impulsadas con solo 30 ponches en 421 apariciones en el plato. Defensivamente, registró máximos personales de nueve intercepciones y un porcentaje de robos atrapados de 64 al sacar a 25 de 39 posibles ladrones de bases. Según Baseball-Reference.com, a partir de 2013, ese porcentaje se clasificó como el 26.º porcentaje de robos atrapados de un solo de la temporada más alto de todos los tiempos. Desde 1957, sólo la cifra de 72,7% de Mike LaValliere en 1993 fue más alta.

#### 2012
El 1 de marzo de 2012 , Molina firmó una extensión de cinco años con los Cardenales por valor de $75 millones hasta 2017. El contrato incluía un bono por firmar de $1 millón, una cláusula de no intercambio y una opción mutua para 2018 por valor de otros $15 millones. El acuerdo lo convirtió en el segundo receptor mejor pagado de las mayores.
La temporada 2012 fue uno de los logros más importantes de Molina como bateador, especialmente considerando que los primeros informes de exploración profesional no pronosticaron que su bate fuera un factor importante en las ligas mayores. Estableció nuevos récords personales en múltiples categorías ofensivas, incluido un promedio de bateo de .315, 22 jonrones, 76 carreras impulsadas, 65 carreras anotadas, .373 OBP, porcentaje de slugging de .501 y 12 bases robadas. Lideró al equipo en promedio de bateo por segunda temporada consecutiva, convirtiéndose así en el primer receptor en la historia de la franquicia en hacerlo. 

#### 2022
El 15 de mayo de 2022, Molina y Adam Wainwright ganaron su juego número 203 como batería titular, estableciendo el récord de la MLB. El 22 de mayo, Molina hizo la primera actuación de lanzamiento de su carrera al cerrar una victoria por 18–4 contra los Piratas de Pittsburgh. Permitió las cuatro carreras de los Piratas con cuatro hits y dos jonrones. Su debut como lanzador se produjo una semana después del de su compañero Albert Pujols, quien también permitió cuatro hits y dos jonrones en la novena entrada.
En 2022 bateó .214/.233/.302 en 262 turnos al bate y fue el jugador más lento en las Grandes Ligas de Béisbol, con una velocidad de sprint de 21,8 pies por segundo.